# 红嘴火雀
红嘴火雀（学名：Lagonosticta senegala）是梅花雀科火雀属的一种，在撒哈拉以南非洲几乎都有分布。其全球活动范围有10,000,000平方千米。该物种曾被引入埃及，但现在已在当地绝灭。